# Rajputana Agency

Staaten Rajputanas

Die 330.330 km² große Rajputana Agency war eine verwaltungsmäßige Gruppierung von 20 indischen Fürstenstaaten zur Zeit der Kolonialherrschaft. Ihren Namen „Land der Rajputen“ hatte sie vom dort die Oberschicht bildenden Volk der Rajputen. Das Gebiet bildet heute im Wesentlichen den Bundesstaat Rajasthan.
Die geographische Lage der Agency erstreckte sich rautenförmig etwa zwischen 23° 3' und 30° 12' Nord sowie 69° 30' und 78° 17' Ost. Sie grenzte im Osten an die United Provinces und Gwalior, im Westen an Sindh, im Norden und Nordwesten an den Punjab, wo sie bis auf 140 km an Delhi heranreicht und nach Südosten hin an die Palanpur Agency der Bombay Presidency. Besonders die westlichen Teile sind Wüste. Das Aravalligebirge teilt die Region von NO nach SW.

## Geschichte
Nachdem bereits 1803 ein erstes, gegen die Mahrathen gerichtetes Bündnis mit Alwar und Bharatpur geschlossen worden war. Nach dem Zweiten Marathenkrieg fielen die Beziehungen zu den Fürsten, nach dem Barlow Settlement, das nur einigen britischen Schutz garantierte, ab Januar 1806 in die Zuständigkeit des britischen Residenten in Delhi, Oberstleutnant David Ochterlony, der im Juni von Archibald Seton abgelöst wurde. Auf diesen folgte 1811 Charles Metcalfe. Die restlichen Fürsten der Region kamen durch Verträge 1817/18 unter die Kontrolle der Ostindischen Kompanie Bharatpur, Alwar und Dholpur blieben zunächst unter dem Residenten, der später noch die Verantwortung für Jodhpur und Bikaner übernahm. Die Beziehungen zu Dungarpur, Banswara, Partabgarh regelte der Resident in Malwa (bis 1825). Maj.-Gen. Ochterlony wurde als Resident in Rajputana and Commissioner am 1. April 1818 für die meisten zuständig. Schon im Dezember übernahm er zusätzlich wieder seinen früheren Posten in Delhi als Nachfolger Metcalfes.
Hauptmann James Tod wurde März 1818 Political Agent at Mewar and Harauti in Udaipur (Merwar) und war, wegen der geographischen Nähe, auch zuständig für Bundi, Kota, Jodhpur (ab 1819) und Jaisalmer (ab 1821). Nach 1822 wurde er Ochterlony unterstellt und sein Wirkungskreis auf Merwar beschränkt. Durch Verwaltungsreform gelang es ihm, die Staatseinnahmen von 1818 bis 1822 von ca. 30.000 Rs. auf über 1,2 Mio. zu steigern. Sirohi kam erst 1823 unter britisches Protektorat. Nach einer Konferenz (darbar) der Fürsten mit dem Generalgouverneur Lord Bentinck, die ab 18. Januar 1832 in Ajmer stattfand, kam es zur Schaffung der eigentlichen Rajputana Agency.
Nach den Thronfolgekämpfen in Kota und dem Aufstand der Mer in Merwara 1820/21 blieb es, bis auf Unruhen in Jodhpur 1835 und 1839, im Wesentlichen friedlich. Lord Dalhousie entschied, dass Rajputen-Staaten nicht der Doctrine of Lapse unterlagen, die Thronfolge also durch Adoption gesichert werden konnte. Wenn nicht die Fürsten, so rebellierten doch etliche der örtlichen Truppen beim Sepoy-Aufstand 1857. Mit der Erstürmung Kotas im März 1858 endete die Rebellion in Rajputana.
Der Staat Sirohi war ein Zentrum der Kampagne der Nichtkooperation 1921/22. Bei Deoli befand sich im Zweiten Weltkrieg ein großes Kriegsgefangenenlager für Italiener und zeitweise das Camp 17, ein Internierungslager für aus Niederländisch-Indien verschleppte deutsche Zivilisten.

### Bevölkerung
Volkszählungen ergaben 1881: 10.100.542, 1891: 12.220.343 und nach den verheerenden Hungerjahren der folgenden Dekade 1901: 9.723.301 (−21 %) Einwohner. Ca. 83 % waren Hindus und 9½ % Muslims. Fast drei Viertel sprachen einen der etwa 16 Rajasthani-Dialekte. An Ureinwohnern (tribals) sind die Stämme der Bhil (3½ %) und Meo (170.000) als größte Gruppen vertreten. 1901 konnten durchschnittlich 6,2 % der Männer lesen und schreiben, der Anteil bei Frauen lag bei 0,2 %.

## Organisation
Die Agency war für administrative Zwecke in das unter direkter britischer Kontrolle stehende Ajmer-Merwara (ca. 7000 km²) und weitere Agencies bezw. Residencies geteilt. Die kleinen Enklaven Gangapur und Nandwas gehörten zu Gwalior respektive Indore. Drei Distrikte von Tonk mit rund 3700 km² lagen entfernt, umschlossen vom Gebiet der Central India Agency. Die Sommerhauptstadt befand sich in Mount Abu in Sirohi, wo man schon 1845 Land erwarb für ein Sanatorium für Soldaten aus Bombay. Aus Kostengründen verlegte man die gesamte Verwaltung 1856 ganzjährig dorthin. Dort befanden sich auch wichtige Pilgerstätten (Somnath Modhera).
Der leitende Kolonialbeamte war der Political Agent to the Governor-General (AGG) dieser war immer zugleich Chief Commissioner für Alwar-Merwara. In Personalunion war er noch Political Agent für Ajmer. Diese letzte Agency umfasste zunächst neun Staaten, die Zuständigkeiten wurden jedoch bis 1858 mehrmals geändert. Der AGG hatte, wenn er Staaten seines Gebiets besuchte das Recht auf 13 Schuss Salut. Den ihm unterstellten Agenten standen 11 Schuss zu. Er hatte anfangs drei Assistenten. Der First Assistant war zuständig für Steuern und Justiz in Ajmer. Der zweite leitete das Tagesgeschäft. Der Dritte kümmerte sich hauptsächlich um den Grenzschutz. 1833 wurde ein vierter Assistentenposten geschaffen, der erste Amtsinhaber wurde Lt. Charles Trevelyan, der später 1845–1848 für den Hungertod von mehreren Millionen Iren mitverantwortlich war. Seit 1836 berichtete der AGG nicht mehr direkt an die Regierung in Kalkutta, sondern an den Lieutenant-Governor in Agra. Erster Amtsinhaber war Charles Metcalfe (bis 1840). In den einzelnen Staaten unterhielt man bis 1841 Spitzel (mookhber, wörtlich: Nachrichten-Schreiber), die regelmäßig, aus allen zugänglichen Quellen, über die Vorgänge in den Staaten berichteten.
Nachgeordnet waren fünf, ab 1906 sechs, bei den Fürsten akkreditierte Agenten und drei Residenten. Die Kommandeure des Mewar Bhil Corps hatten in den „wilden“ gebirgigen Regionen von Mewar gleichzeitig eine administrative Stellung.
Eine andernorts nicht geübte Praxis war, dass die Staaten eigene, "Vakils" genannte, Diplomaten zum AGG oder Agenten abordneten, die auch Beziehungen der Fürsten untereinander vermittelten.

### Resident von Delhi

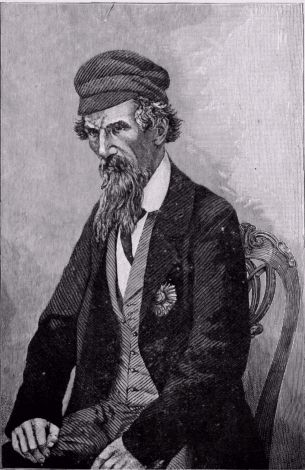
Henry Montgomery Lawrence († in Lucknow während des Sepoy-Aufstandes)

Dem Residenten von Delhi waren auch sämtliche Agenten in Rajputana unterstellt. Amtsinhaber waren:
- David Ochterlony, Januar bis Juni 1806
- Archibald Seton, 1806–1811
- Charles Metcalfe
- David Ochterlony, Dezember 1818 – zurückgetreten April 1825 († 15. Juli 1825)
- Charles Metcalfe, Oktober 1825 – 31. Juli 1827
- Edward Colebrooke
- Francis Hawkins, ab 18. September 1829
- W. B. Martin, ab 25. November 1830

### Political Agent to the Governor-General (1832–1858)
- Lt.-Col. A. Lockett, 1832 – 29. November 1833
- Major Nathaniel Alves, 18. April 1834 – 1. Februar 1839
- Lt.-Col. John Sutherland, kommissarisch ab 12. Februar 1839, offiziell 15. Feb. 1841 – 24. Juni 1848 († in Bharatpur)
- Col. John Low, 20. November 1848 – 25. Dezember 1852 (kommissarischer Nachfolger: George St. Pierre Lawrence)
- Lt.-Col. Sir Henry Montgomery Lawrence, 5. März 1853 – März 1857 (Bruder von George)
- Col. George St. Pierre Lawrence, ab 15. März 1857

Quelle Vashishtha, Vijay Kumar:

### Gliederung

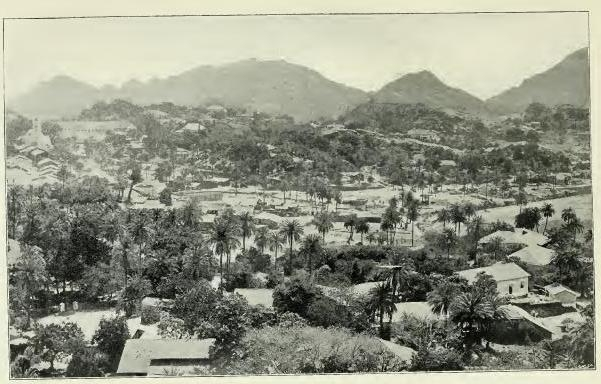
Blick über den Verwaltungssitz Mt. Abu (ca. 1898)

- Mewar Residency (bis Juli 1837 Neemuch Agency genannt) für diesen Staat, Sitz in der Hauptstadt Udaipur, davon abgespalten wurde 1906 die
  - Western Rajputana States Agency, mit Dungarpur, Partabgarh und Banswara.
- Jaipur Residency, mit Sitz in Jaipur, mit den Staaten Jaipur und Kishangarh, sowie der Domäne (estate) Lawa.
- Western Rajputana States Residency, Hauptquartier in Jodhpur, umfasste die Länder Jodhpur (= Marwar), Jaisalmer und zeitweise Sirohi in dem sich das Gebiet der britischerseits zunächst als Sommerhauptstadt gepachteten Mt. Abu befand.
- Bikaner Agency, für diesen Staat.
- Tarangagadh, mit Sitz in Taranga.
- Alwar Agency, für diesen Staat.
- Eastern Rajputana States Agency, hatte ihren Sitz in Bharatpur, mit den Staaten Bharatpur, Dholpur und Karauli.
- Zur Haraoti-Tonk Agency, mit Sitz in Deoli, gehörten Tonk, Bundi und die Domäne Shahpura, später auch Jhalawar.
- Kotah-Jhalawar Agency, in Kota, mit Kota (geteilt 1838) und dem neu entstandenen Jhalawar, das erst 1899 ein wirklich eigner Staat war.

Alle Fürsten hatten das Recht auf 15 oder 17 Salutschüsse, was 1832 und erneut 1857 festgeschrieben wurde. Sie hatten damit auch automatisch Anrecht auf einen Sitz in der 1921 geschaffenen Chamber of Princes.
Bei der durch die Verfassungsänderung (Government of India Acts) notwendig gewordenen Neuorganisation wurden
- Kotah-Jhalawar Agency und Bundi der Eastern Rajputana States Agency zugeschlagen
- die Haraoti-Tonk Agency (ohne Bundi) Teil der Jaipur Residency
- Mewar und die Western Rajputana States Agency wurden 1931 mit Kushalgarh zur Mewar Residency and Southern Rajputana States Agency wiedervereinigt
- die neue Western Rajputana States Residency umfasste Danta, Jaisalmer, Jodhpur und Palanpur
- Bikaner und Sirohi bildeten Teil der direkt verwalteten Rajputana Agency.

Generell mischten sich die Residenten nach 1832 als „Berater“ stärker als in anderen Regionen in die Angelegenheiten der Staaten ein. Ab den späten 1840ern begannen die Agenten sich in den Staaten für die Abschaffung von Bräuchen einzusetzen, die ihren puritanischen Moralvorstellungen widersprachen, so zum Beispiel Sklaven- und Mädchenhandel, Ermordung von neugeborenen Mädchen, Witwenverbrennung (sati), Verfolgung von Hexen und feudaler Vorrechte über Händlerklasse. Besonders zur Zeit der Minderjährigkeit eines Fürsten, wenn ein Land unter (britischer) Regentschaft stand, wurde in ihrem Sinne modernisiert.
Viele der Fürsten öffneten ihr autokratisches System jedoch erst spät (nach 1935) oder bis zur Unabhängigkeit gar nicht. Die Rajas der Wüstenstaaten (Bikaner, Jodhpur) lebten noch lange „wie ein Maharaja.“ In diesen Länder betrugen die Kosten der Hofhaltung noch in den 1930ern 16–17 % aller Einnahmen. Mehrere Staaten hatten Briten, oft vom ICS deputiert, in den oberen Rängen ihrer Beamtenschaft. In den 1930er-Jahren war in Jaipur Henry Beauchamp St. John Diwan, sechs der acht höchsten Positionen 1937/8 in britischer Hand. Zugleich amtierte Donald Field gefolgt von Peter Young als Diwan in Jodhpur.
Finanzen
Wie in Indien allgemein war die Haupteinnahmequelle der Staaten die Grundsteuer, die üblicherweise von (erblichen) Steuerpächtern (jagirdar) kollektiv von den ihnen unterstehenden Dörfern eingezogen wurden. Weiterhin gab es auch direkt dem Herrscher steuerpflichtige Ländereien (khalsa).
Die Tribute der Staaten, die bisher in Delhi abzuliefern waren, wurden ab 1832 in Ajmer abgeliefert. Die meisten Staaten erhielten Subsidien für die getreue Erfüllung ihrer vertraglichen Pflichten, teilweise auch Kompensation für die Abschaffung von Wegezöllen.
In der gesamten Region wurde traditionell viel Salz gewonnen. Die Briten schlossen, nachdem sie ihr Salzmonopol errichteten, mit den Fürsten Abkommen zur Übernahme oder Auflösung der Salzwerke, wofür sie Entschädigungen zahlten. Normalerweise wurde diese mit den fälligen Tributen verrechnet.
Justiz
Die Gerichtsbarkeit lag vor 1876 vollkommen in den Händen der Staaten. Es gab wenige geschriebene Gesetze, Vermögensstrafen waren üblich, oft auch bei Mord. Vergehen gegen Kastenregeln wurden vergleichsweise streng bestraft. Auf unterer Ebene entschieden Panchayats. Die Schuld eines Angeklagten wurde teilweise durch Feuerprobe festgestellt. Berufung zum Raja war möglich, aber selten erfolgreich.
Die fünf 1842–1847 geschaffenen Courts of Vakils entschieden Kriminalfälle, die über die Grenzen einzelner Staaten hinausgingen. Haftstrafen über fünf Jahre (oder 5000 Rs. 1901) bedurften der Bestätigung durch eine höhere Instanz. Das britische Mitglied der Berufungsinstanz fungierte auch als fünfter Assistent des AGG. Nachdem immer mehr Staaten mit den Briten und untereinander Ausliefungsabkommen schlossen, wurden diese Gerichte überflüssig und im frühen 20. Jahrhundert aufgelöst.
Nach 1876 führten die meisten Staaten Strafrecht nach britischem Vorbild ein. Allerdings wurden für Sonderbereiche (Eisenbahnen, Salz) Magistrates nach britischem Muster eingesetzt. In den „wilden“ Gebieten nach Süden hin, mit hohem Anteil von Tribals, wurden vereinfachte Schnellverfahren durch Border Courts, besetzt mit je einem Vertreter des Staates und einem Kolonialbeamten, durchgeführt.
Auf dem Land hatte ein Wachmann (chaudikar) die Funktion eines Dorfpolizisten. Insgesamt unterhielten die Fürsten um 1900 Polizeikräfte von 11.000 Mann, teilweise wurden auch die Soldaten der Staaten mit Polizeiaufgaben betraut. Die Praxis, dass Gefängnisinsassen für ihre Nahrung zu zahlen hatten oder zum Betteln ausgeführt wurden, wurde endgültig 1884 abgeschafft. Das in-Eisen-Legen war bis 1888 üblich.

### Militär

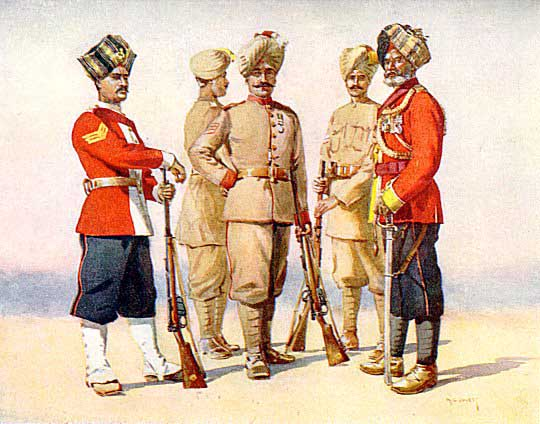
Rajputen in britischem Sold (Zigarettenbildchen)

Unter den Bedingungen der Schutzverträge 1817/18 verpflichteten sich die Staaten meist, auf Anforderung, eine bestimmte Anzahl Truppen bereitzustellen. Der AGG hatte das Recht, Truppen zu requirieren. Die Verpflichtung Jodhpus permanent 1500 Berittene zu stellen, wurde gegen eine jährliche Zahlung abgelöst. Die Briten unterhielten dafür die Jodhpur Legion, die, nachdem sie 1857 meuterte, aufgelöst wurde. Das Kotah Contingent unterstand britischen Offizieren, nach 1858 wurde es die Deoli Irregular Force.
Die British Indian Army, die Rajputen, ähnlich wie die Gurkhas als kriegerisches Volk für den Dienst in der kolonialen Armee besonders schätzte, rekrutierte u. a. in folgende Infanterieregimenter in der Region (nach der Umstrukturierung 1903): 2nd (Queen's Own) Regiment of Rajput Light Infantry; 4th Prince Albert Victor's Rajputs; 7th (Duke of Connaught's Own) Rajputs; 8th, 11th, 13th (Shekhawati Regiment), 16th (Lucknow Regiment) Rajputs, dazu 120th und 122nd Rajputana Infantry. Aus dem aufgelösten Rajputana Local Corps wurden die 42nd Deoli (hervorgegangen aus der Deoli Irregular Force), 43rd Erinpura (finanziert von Jodhpur, Nachfolger der Jodhpur Legion) und 44th Merwara Infantry Regimenter gebildet. Zu den ab 1888 von den Fürstenstaaten gestellten Imperial Service Troops (nach 1921 Indian States Forces genannt) gehörten das Bikaner Camel Corps, Bikaner Light Infantry und die Jodhpur Lancers. Stützpunkte bestanden in Erinpura, Kherwara und Kotra.
Die meisten Herrscher unterhielten eine eigene Armee, die aber Anfang des 20. Jahrhunderts vielfach zu einer reinen Leibgarde und Palastwache, oft in prächtigen Uniformen, herabsank. Von Merwar wurden 1881 auf Dauer die Einnahmen von Mewar Merwara zur Deckung der Verteidigungskosten (50.000 Rs für Bhil Corps, 16000 Rs für Merwara Corps) komplett an die Briten abgetreten.